# Molló
Pour les articles homonymes, voir Mollo.
Molló est une commune d'Espagne dans la communauté autonome de Catalogne, province de Gérone, de la comarque du Ripollès.

## Géographie

### Localisation
Molló est une commune située dans les Pyrénées à la frontière avec la France.

### Communes limitrophes
|          | Prats-de-Mollo-la-Preste (France) |           |
| Setcases | Molló                             | Camprodon |
|          | Llanars                           | Camprodon |

## Toponymie
Son nom catalan signifie, en français, la borne en raison de nombreuses pierres ayant cette forme se trouvant sur la localité.[réf. nécessaire]

## Histoire
Lors des élections municipales de mai 2015, un seul parti (CiU) présente des candidats. Il obtient donc l'intégralité des 7 postes de conseillers municipaux.

## Politique et administration

### Intercommunalité
La commune de Molló fait partie de l'intercommunalité du Vall de Camprodon, avec les communes de Camprodon, Llanars, Sant Pau de Segúries, Setcases et Vilallonga de Ter. Son siège est situé à Camprodon.

### Liste des maires
| Période | Période  | Identité                        | Étiquette | Qualité |
| ------- | -------- | ------------------------------- | --------- | ------- |
| 2003    | 2011     | Lluís Pairó                     | CiU       |         |
| 2011    | En cours | Pep Coma (Josep Coma i Guitart) | CiU       |         |

## Culture locale et patrimoine

### Lieux et monuments
- L'église Sainte-Cécile ;
- L'église Saint-Sébastien ;
- L'église Notre-Dame des Neiges d'Espinavell ;

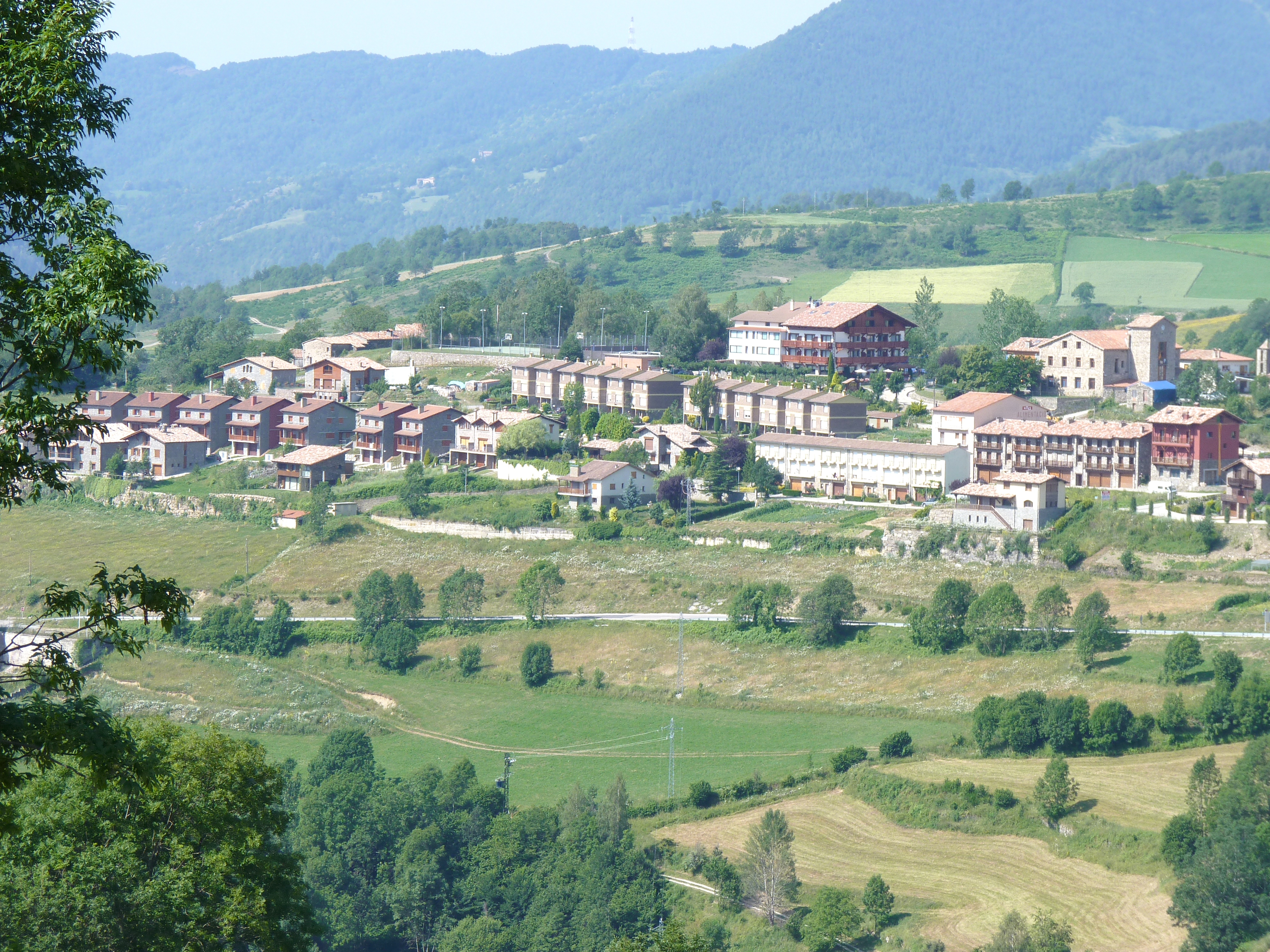
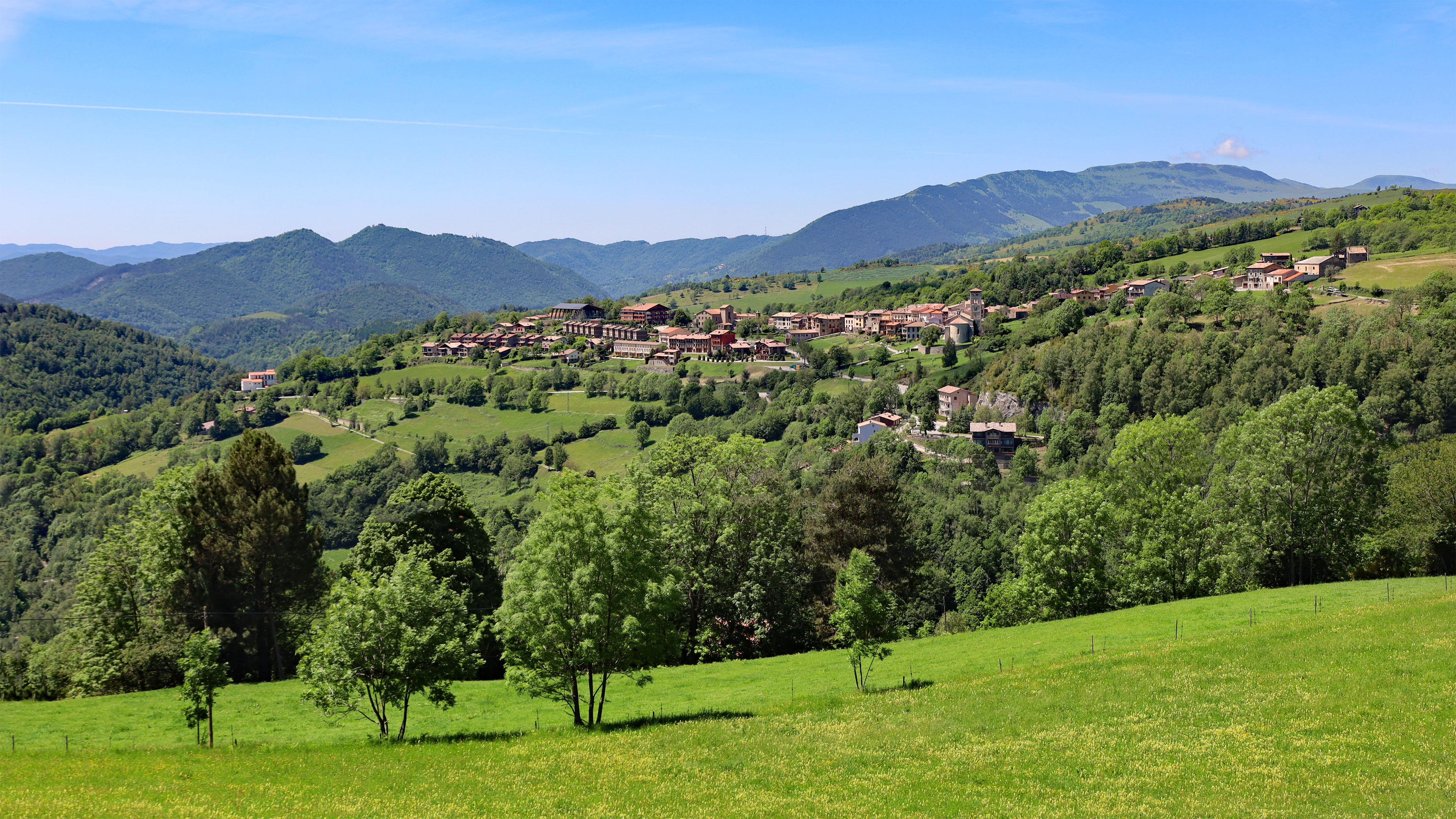
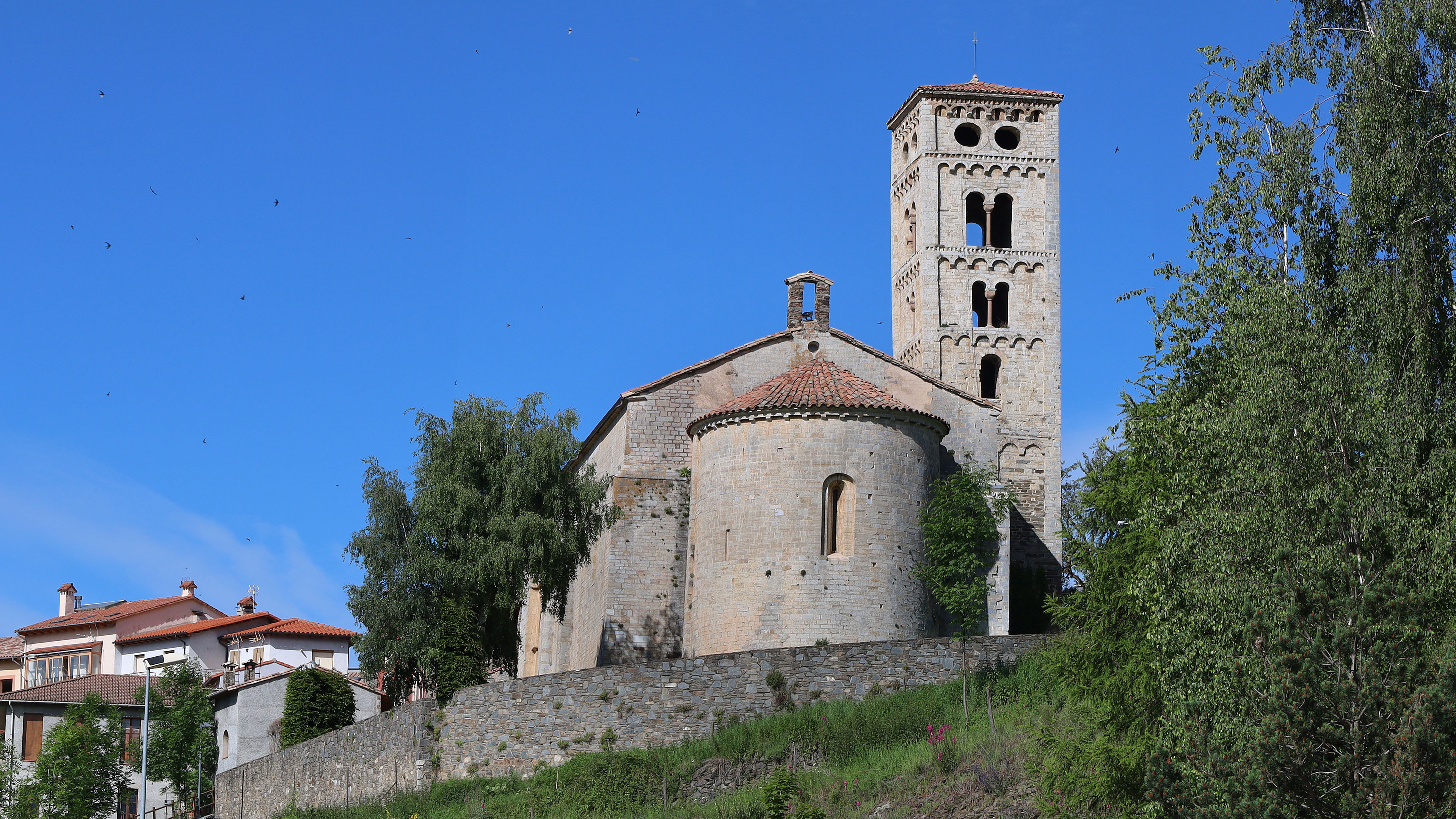
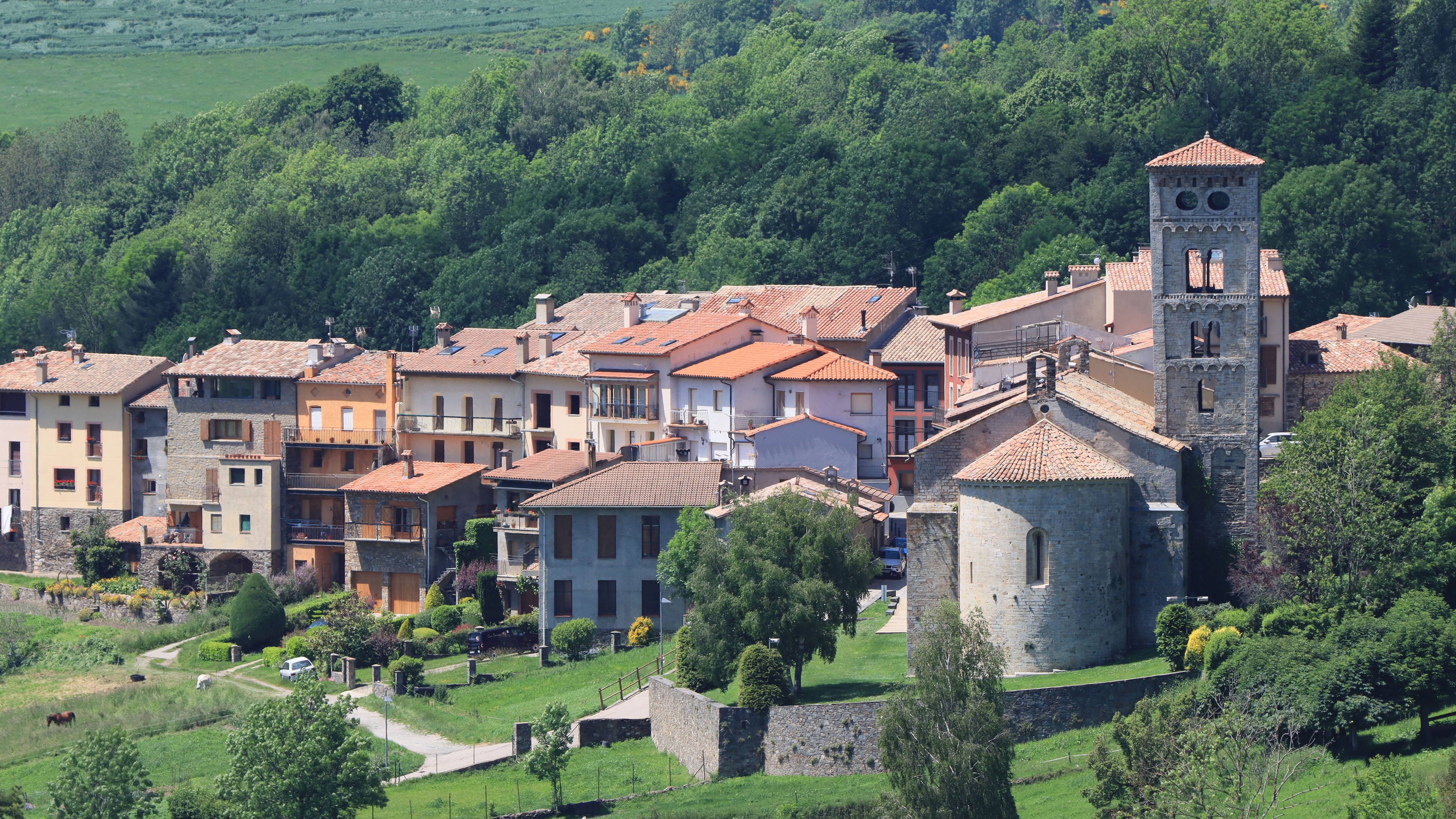
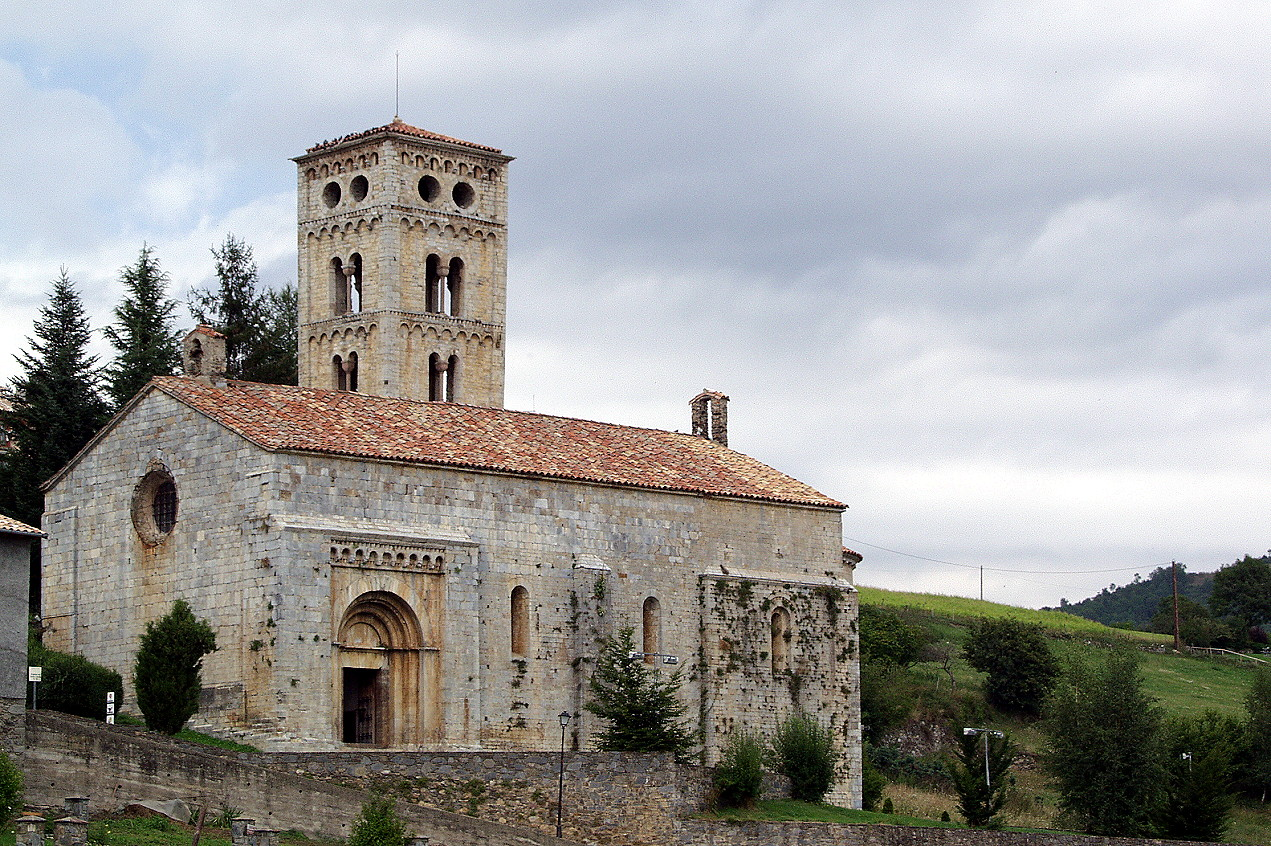

- Pont du Colonel ou de Can Plaga ;
- Pont de Can Fumat ;
- Le lavoir et la Fontaine Vieille.